# 卡爾梅特灣
68°3′S 67°10′W / 68.050°S 67.167°W
卡爾梅特灣是南極洲的海灣，位於葛拉漢地西岸，由英國探險隊繪入地圖，該海灣取名自卡爾梅特角，現時由南極條約體系管理。